# Veslanje na Poletnih olimpijskih igrah 1996
Na Poletnih olimpijskih igrah 1996 je bila prvič na sporedu tudi kategorija lahkih veslačev, ki so nastopili v treh disciplinah; lahki dvojni dvojec, četverec brez krmarja ter ženski lahki dvojni dvojec. S sporeda so bile na teh igrah umaknjene discipline dvojec s krmarjem, četverec s krmarjem ter ženski četverec brez krmarja. 

### Moški
| Dispciplina                 | Zlato | Srebro | Bron |
| --------------------------- | --- | --- | --- |
| Enojec                      | Xeno Mueller Švica | Derek Porter Kanada | Thomas Lange Nemčija |
| Dvojni dvojec               | Italija Agostino Abbagnale Davide Tizzano | Norveška Steffen Skår Størseth Kjetil Undset | Francija · Frederic Kowal · Samuel Barathay |
| Dvojni četverec             | Nemčija · Andreas Hajek · Stephan Volkert · Andre Steiner · Andre Willms                                                                               | ZDA · Tim Young · Eric Mueller · Brian Jamieson · Jason Gailes | Avstralija · Janusz Hooker · Boden Joseph Hanson · Duncan Free · Ronald Snook |
| Dvojec brez krmarja         | Združeno kraljestvo Steven Redgrave Matthew Pinsent | Avstralija · David Weightman · Robert Geoffrey Scott | Francija · Michel Andrieux · Jean Christophe Rolland |
| Četverec brez krmarja       | Avstralija · Nicholas Green · Drew Ginn · James Tomkins · Mike McKay                                                                                   | Francija · Bertrand Vecten · Olivier Moncelet · Daniel Fauche · Giles Bosquet                                                                                          | Združeno kraljestvo Gregory Searle Jonathan William Searle Rupert John Obholzer Tim James Foster                                                                                   |
| Osmerec s krmarjem          | Nizozemska Koos Maasdijk Ronald Florijn Jeroen Duyster Michiel Bartman Henk-Jan Zwolle Niels van der Zwan Niels van Steenis Diederik Simon Nico Rienks | Nemčija · Mark Kleinschmidt · Detlef Kirchhoff · Wolfram Huhn · Roland Baar · Marc Weber · Ulrich Viefers · Peter Thiede · Thorsten Streppelhoff · Frank Joerg Richter | Rusija · Pavel Melnikov · Andrej Gluhov · Anton Čermašencev · Aleksandr Lukjanov · Nikolaj Aksjonov · Dmitrij Rozinkevič · Sergeij Matvejev · Roman Mončenko · Vladimir Volodenkov |
| Lahki dvojni dvojec         | Švica Michael Gier Markus Gier | Nizozemska Maarten van der Linden Pepijn Aardewijn | Avstralija · Bruce Hick · Anthony Edwards |
| Lahki četverec brez krmarja | Danska Victor Feddersen Niels Henriksen Thomas Poulsen Eskild Ebbesen                                                                                  | Kanada · Brian Peaker · Jeffrey Lay · Dave Boyes · Gavin Hassett | ZDA · Marc Schneider · Jeff Pfaendtner · David Collins · William Carlucci |

### Ženske
| Dispciplina         | Zlato | Srebro | Bron |
| ------------------- | --- | --- | --- |
| Enojec              | Ekaterina Karsten | Silken Laumann | Trine Hansen Danska |
| Dvojni dvojec       | Kanada · Kathleen Heddle · Marnie McBean | Ljudska republika Kitajska Xiuyun Zhang Mianying Cao | Nizozemska Irene Eijs Eeke van Nes |
| Lahki dvojni dvojec | Romunija Camelia Macoviciuc Constanţa Burcica                                                                                                 | ZDA · Teresa Z. Bell · Lindsay Burns | Avstralija · Virginia Lee · Rebecca Joyce |
| Dvojni četverec     | Nemčija · Katrin Rutschow-Stomporowski · Jana Sorgers · Kerstin Koppen · Kathrin Boron                                                        | Ukrajina Svetlana Mazij Dina Miftakhutdinova Inna Frolova Olena Ronžina                                                                                     | Kanada · Laryssa Biesenthal · Diane O’Grady · Kathleen Heddle · Marnie McBean                                                                                      |
| Dvojec brez krmarke | Avstralija · Megan Leanne Still · Kate Elizabeth Slatter                                                                                      | ZDA · Missy Schwen · Karen Kraft | Francija · Christine Gosse · Helene Cortin |
| Osmerec             | Romunija Liliana Gafencu Veronica Cochelea Elena Georgescu Anca Tănase Doina Spircu Mărioara Popescu Ioana Olteanu Elisabeta Lipă Doina Ignat | Kanada · Anna van der Kamp · Tosha Tsang · Lesley Thompson · Emma Robinson · Jessica Monroe · Heather McDermid · Maria Maunder · Theresa Luke · Alison Korn | Belorusija Jelena Mikulič Marina Znak Natalja Volček Natalia Stasjuk Tamara Davidenko Valentina Skrabatun Natalja Lavrinenko Jaroslava Pavlovič Aleksandra Pankina |

## Medalje
| Mesto | Država                     | Zlato | Srebro | Bron | Skupaj |
| 1     | Avstralija                 | 2     | 1      | 3    | 6      |
| 2     | Nemčija                    | 2     | 1      | 1    | 4      |
| 3     | Švica                      | 2     | 0      | 0    | 2      |
| 3     | Romunija                   | 2     | 0      | 0    | 2      |
| 5     | Kanada                     | 1     | 4      | 1    | 6      |
| 6     | Nizozemska                 | 1     | 1      | 1    | 3      |
| 7     | Združeno kraljestvo        | 1     | 0      | 1    | 2      |
| 7     | Danska                     | 1     | 0      | 1    | 2      |
| 7     | Belgija                    | 1     | 0      | 1    | 2      |
| 10    | Italija                    | 1     | 0      | 0    | 1      |
| 11    | ZDA                        | 0     | 3      | 1    | 4      |
| 12    | Francija                   | 0     | 1      | 3    | 4      |
| 13    | Norveška                   | 0     | 1      | 0    | 1      |
| 13    | Ljudska republika Kitajska | 0     | 1      | 0    | 1      |
| 13    | Ukrajina                   | 0     | 1      | 0    | 1      |
| 16    | Rusija                     | 0     | 0      | 1    | 1      |